# Oesje Soekatma
Amin Ngoesman (Oesje) Soekatma (Koewarasan, 10 maart 1957 – 2 juni 2025) was een Surinaams musicus. Hij was vanaf de jaren zeventig actief als zanger, songwriter en gitarist, en won in 1975 het Javaanse Songfestival. In 1978 vertrok hij naar Nederland waar hij sinds 1986 speelde voor de pop-Jawa-band Rupia die hij mede oprichtte. Naast deze band trad hij ook met andere artiesten op. Hij keerde verschillende malen voor optredens terug naar Suriname.

## Biografie
Soekatma werd in Koewarasan in het district Wanica geboren. Toen hij drie maanden oud was, waren zijn familie en veel andere mensen in het dorp ziek, waardoor een ouder echtpaar uit Santopolder zich over hem ontfermde en hem verzorgde. Hier bracht hij vervolgens de eerste vijftien jaar van zijn leven door. Zijn jongere broer Robby was eveneens een actief musicus in het pop-Jawa-genre.
In het gehucht woonden rond de twaalf gezinnen en werden als proef bananen (bacoven) geteeld. Zijn geboortedorp lag dicht in de buurt en had een ontmoetingsplaats voor jongeren waar hij vaak kwam. Toen een leeftijdsgenoot ontdekte dat hij kon zingen, werd hij gevraagd om in een bandje te spelen. Nadat hij van school werd gestuurd vertrok hij naar Paramaribo. Via de pindakaasfabrikant Willem Soediono vond hij zijn weg in de stad.
In 1975 won hij het Javaanse Songfestival. Tijdens het festival kreeg hij de bijnaam Oesje toen de zangeres Lygia Maskam zijn voornaam Ngoesman niet goed kon uitspreken. Aan het publiek vroeg ze toen of ze hem Oesje mocht noemen waarna hij verder ging onder zijn nieuwe bijnaam.
In 1978 vertrok hij met hulp van zijn zus en zwager naar Nederland en schreef hij het lied Selamat Tinggal (Vaarwel). Hij had het bedoeld als afscheidslied voor zijn familie en vrienden. Doordat veel mensen in die tijd naar Nederland vertrokken sloeg het lied aan en werd het vaak gedraaid op de radio. Later besefte hij pas hoe pijnlijk het voor zijn moeder was geweest dat het lied zo alom aanwezig was geweest, terwijl zij het niet goed kon verdragen.
In 1986 richtte hij in Nederland met een aantal vrienden de formatie ROEPIA op als acroniem van de leden Ragmad Amatstam, Oesje Soekatma, Eddy Assan, Pasaribu, Igi en Ardjiet. Nadat er allerlei wisselingen waren geweest gingen ze verder als Rupia. In de tweede helft van de jaren 2010 werkte hij samen met Ilse Setroredjo, onder meer aan een cd.
In 2008 kwam hij terug naar Suriname om tijdens een tribuut voor ex-Rupia-lid Ragmad Amatstam op te treden, die was georganiseerd door Harvey Chen (van Harvey's Combo). Amatstam was enkele jaren ervoor getroffen door een hersenbloeding en wilde rond die tijd terugkeren naar Suriname. De artiesten werden door de regering gehuldigd en onderscheiden. Deze terugkomst in zijn geboorteland betekende voor Soekatma een hoogtepunt in zijn leven. In 2017 was hij opnieuw in Suriname en gaf hij meerdere optredens.
Soekatma overleed op 2 juni 2025 in Nederland. Hij is 68 jaar oud geworden.